# Швафёрден
Швафёрден (нем. Schwaförden) — община в Германии, в земле Нижняя Саксония.
Входит в состав района Дипхольц. Подчиняется управлению Швафёрден. Население составляет 1452 человека (на 31 декабря 2010 года). Занимает площадь 25,96 км².
| Год  | Население |
| ---- | --------- |
| 1990 | 1495      |
| 1995 | 1552      |
| 2000 | 1502      |
| 2005 | 1497      |
| 2010 | 1433      |